# Anthyllis vulneraria

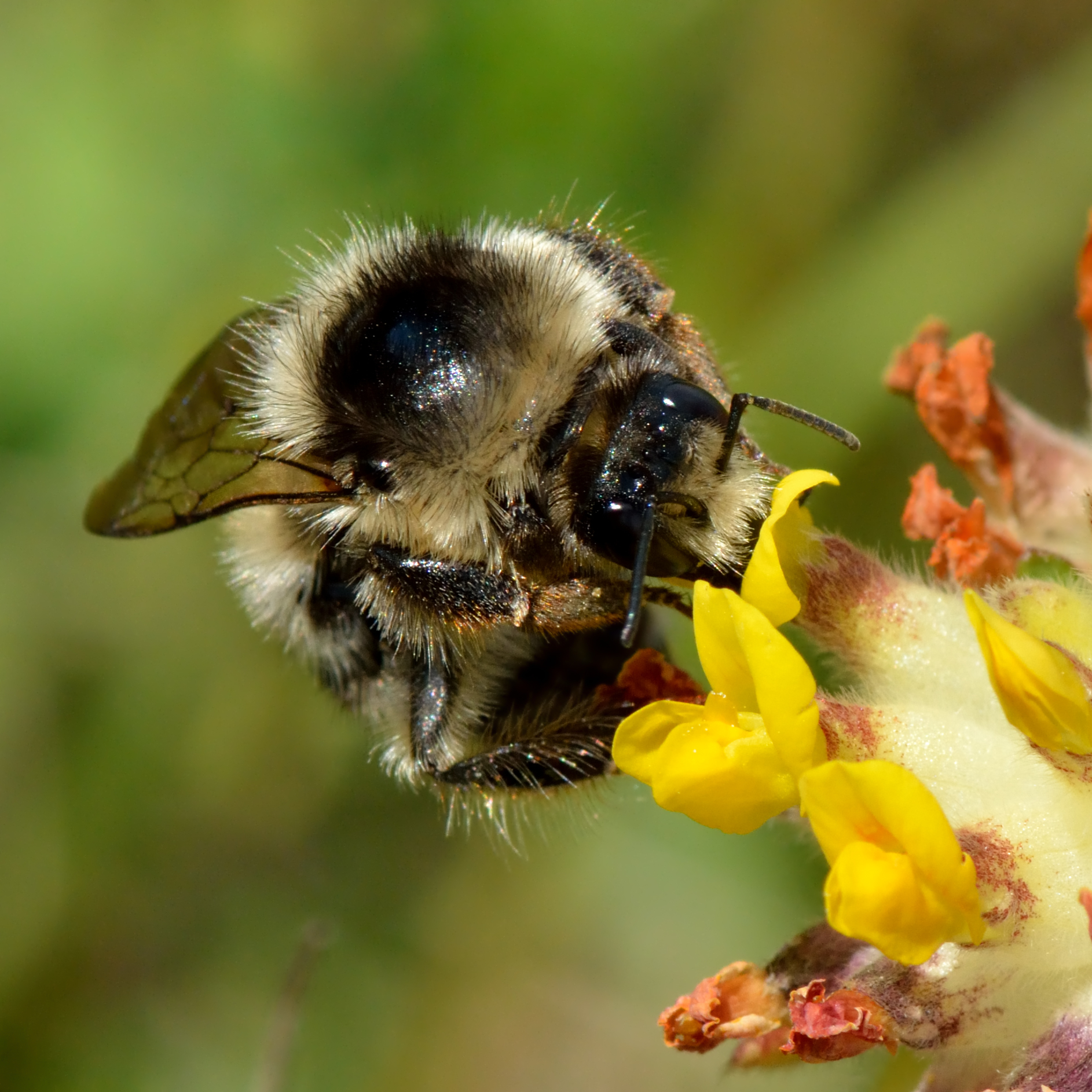
Bombus sylvarum en Anthyllis vulneraria

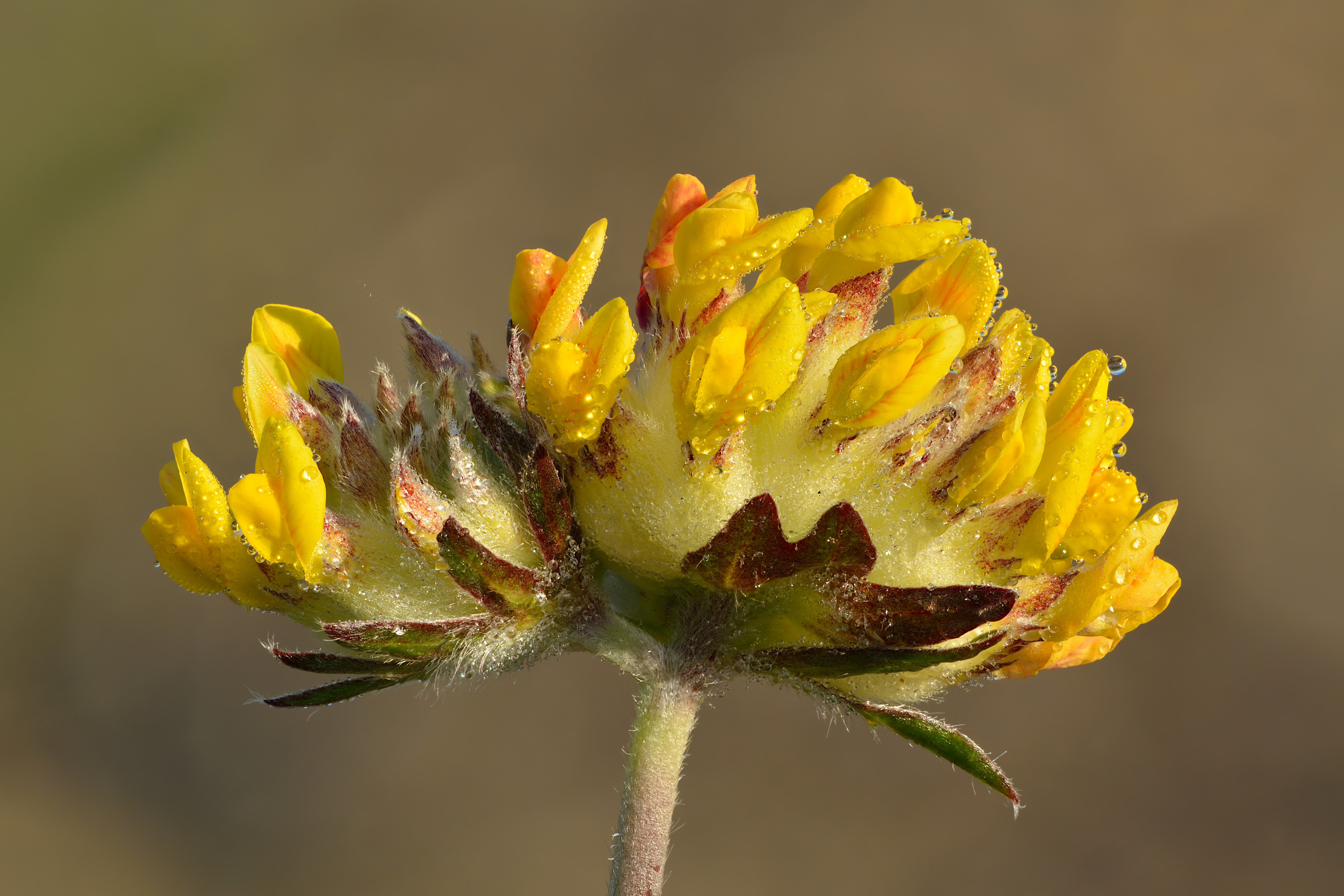
Inflorescencia

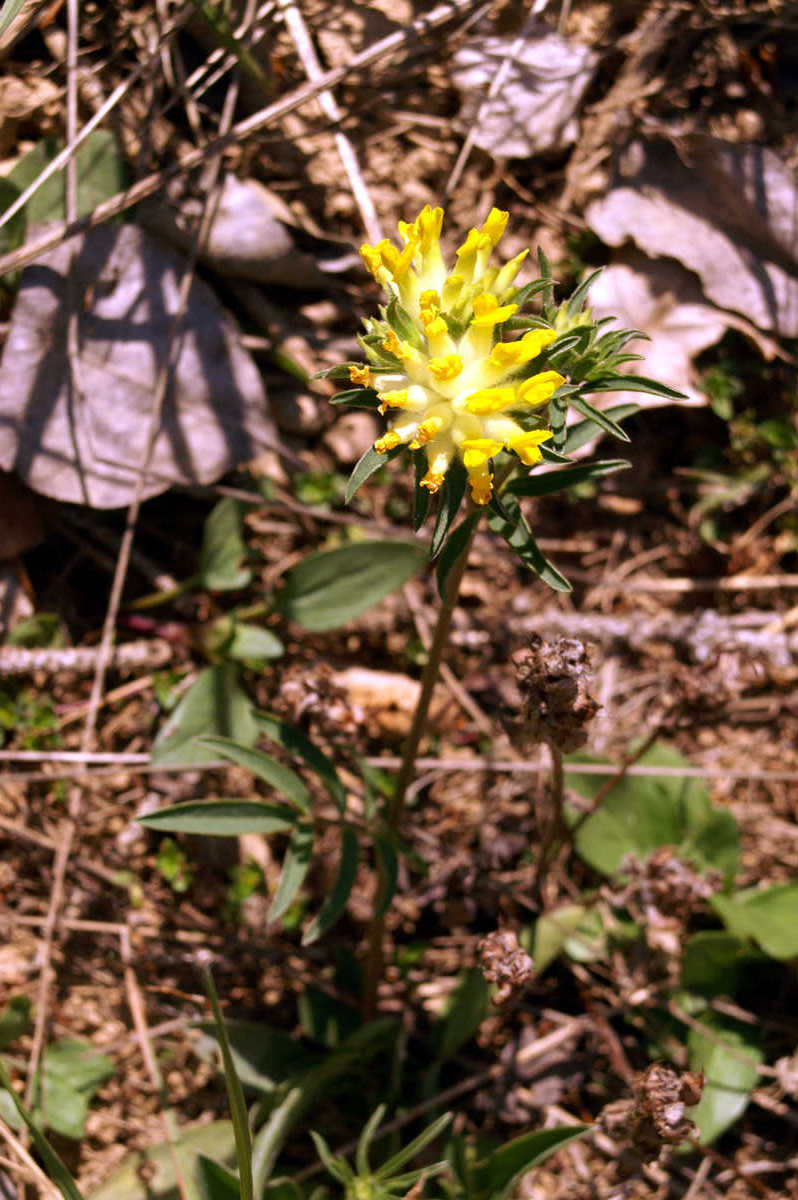
En su hábitat

La vulneraria (Anthyllis vulneraria) es una planta de la familia Fabaceae que alcanzan los 5-50 cm.

## Descripción
Es una planta anual o perenne, extraordinariamente variable en casi todos sus caracteres, especialmente en las dimensiones de órganos vegetativos y el color de las flores; por otra parte, el conjunto de razas que agrupa, tiene una considerable amplitud ecológica.
Tallos  velludos alcanzan los 5-50 cm de altura, extendidos o ascendentes, a veces erectos. Las hojas son pinnadas y alternas; las inferiores con folíolos desiguales ovados a elípticos; las  superiores con folíolos lineal-oblongos iguales, casi iguales o desiguales. Las flores generalmente amarillas pero (especialmente en la costa) también pueden ser crema, rosas o anaranjadas en inflorescencias globulares densas de hasta 4 cm de diámetro, con 2 brácteas muy divididas bajo las cabezuelas normalmente pareadas. Pétalos 12-15 mm; cáliz hinchado y constreñido en el ápice, con 5 dientes desiguales. 

El fruto es una pequeña vaina ovoide, reticulada. Especie muy variable, con unas 35 subespecies identificadas. Florece en primavera y verano.

## Hábitat
Habita en praderas secas, riscos y junto a carreteras.

## Distribución
Por toda Europa.

## Propiedades
Es utilizada para fines medicinales interesando las sumidades aéreas, las inflorescencias, y en menor medida la planta entera en la época de floración, seca o fresca.  Se ha de secar al aire libre sin calor artificial.

### Principios activos
En cuanto a su composición química, aparecen muchos principios activos que pueden ser utilizados después por el hombre como remedio contra enfermedades:
- Saponinas[4]
- Taninos
- Mucílagos
- Flavonoides: de las partes herbáceas
- Pigmentos antociánicos: Azul, rojo y colorante amarillo.

### Usos medicinales
Sus usos tradicionales son para acelerar la curación de heridas, quemaduras, úlceras tórpidas, llagas, pero también actúa sobre cortes, contusiones y hematomas.  Corta una posible hemorragia y facilita la necesaria cicatrización de la herida. Desde épocas antiguas se ha utilizado como remedio contra erupciones cutáneas, heridas de curación lenta, quemaduras menores, cortes y golpes.

### Acciones farmacológicas
Hemostático local, cicatrizante y antiséptico. Popularmente se considera depurativa y antiemética. También tiene propiedades como laxante, astringente, desinfectante y vulneraria.
El extracto etanólico se ha demostrado activo frente a poliovirus y herpes virus inhibiendo su actividad.

## Taxonomía
Anthyllis vulneraria fue descrita por Carlos Linneo y publicado en Species Plantarum 2: 720. 1753.
Etimología
Anthyllis: nombre genérico que provine del griego antiguo anthyllís = "planta florida"; anthýllion = "florecilla"; de anthos = "flor"). El género fue establecido por Rivinus y revalidado por Linneo para plantas que nada tienen que ver con las dichas; aunque ya Dodonaeus y Lobelius incluían entre sus Anthyllis plantas de las que hoy llamamos así.
vulneraria: epíteto latíno que significa "para curar heridas.

## Sinónimos
NOTA: Los nombres que presentan enlaces son sinónimos en otras especies: 

No se editan los nombres invalidados ni los que tienen como nombre aceptado a otra especie
- Anthyllis dillenii Schult. ex Loudon
- Anthyllis linnaei (Sagorski) Juz.
- Anthyllis rubicunda
- Anthyllis vulneraria subsp. corbierei (C.E.Salmon & Travis) Cullen
- Anthyllis vulneraria var. corbierei C.E.Salmon & Travis, 1917
- Anthyllis vulneraria var. subrubens N.H.F.Desp., 1838

## Nombres comunes
- Castellano: hierba de la cuchillada, pie de gallo encarnado, pitiflor blanca, uña de gato, vulneraria.[11]